# Léstyán József
Léstyán József (Szováta, 1886. szeptember 21. – Beszterce, 1952. június 27.) erdélyi római katolikus pap, művészettörténész.

## Életútja, munkássága
A gyulafehérvári római katolikus főgimnáziumban tette le az érettségi vizsgát (1904), ugyanitt végezte a Hittudományi Főiskolát (1906). Segédlelkész Nagyszebenben, vallástanár Gyulafehérvárt, plébános Borbándon, párhuzamosan a Batthyáneum igazgatója (1920-31), majd 1931-től főesperes-plébános Besztercén. Egyházművészeti dolgozatai Az Oltár és az Erdélyi Tudósító c. katolikus folyóiratokban jelentek meg.

## Kötetei
- Rövid útmutató a gyulafehérvári székesegyház megtekintésére (magyar, román, francia, német nyelven, Gyulafehérvár, 1921);
- Beszterce műemlékei (Kolozsvár, 1944).